# Kameron Edwards
Kameron Edwards (Pasadena, 2 november 1996) is een Amerikaans basketballer.

## Carrière
Edwards speelde collegebasketbal voor de Pepperdine Waves van 2015 tot 2020. In de NBA draft van 2020 werd hij niet gekozen. Hij tekende daarna bij de Belgische eersteklasser Kangoeroes Mechelen. Hij liep twee hersenschuddingen achter elkaar op waardoor hij in december 2020 de club verliet zonder voor hen te spelen. In oktober 2021 tekende hij bij de Santa Cruz Warriors maar zijn contract werd alweer opgezegd in november 2021.
Hij tekende in februari 2022 bij de Agua Caliente Clippers. In december 2022 tekende hij bij de Ontario Clippers en speelde er tot in februari 2023. Eind oktober 2023 tekende hij bij de Grand Rapids Gold maar zijn contract werd een week later alweer ontbonden. Hij speelde daarna voor de Los Angeles Ignite uit The Basketball League.

## Privéleven
Zijn broer Kessler Edwards is ook een profbasketballer.